# 16 przecznic
16 przecznic (ang. 16 Blocks) – film sensacyjny produkcji amerykańsko-niemieckiej, wyreżyserowany w 2006 przez Richarda Donnera, wydany przez wytwórnię Warner Bros. Ostatni film twórcy Supermana i Zabójczej broni. 
Wydanie DVD zawiera inne, alternatywne zakończenie, które nie zostało zawarte w filmie.

## Obsada
- Bruce Willis jako Jack Mosley
- Mos Def jako Eddie Bunker
- David Morse jako Frank Nugent
- Cylk Cozart(inne języki) jako Jimmy Mulvey
- Beatriz Yuste(inne języki) jako człowiek dojeżdżający do Subwaya
- Talia Russo jako panna młoda
- Nick Alachiotis(inne języki) jako rosyjski zabójca
- Brian Andersson jako detektyw
- Eli Harris jako taksówkarz
- Danny Lima jako Rosjanin
- Tig Fong jako Briggs
- Rob Wiethoff jako oficer sądowy

## Fabuła
Jack Mosley dawno przestał wierzyć w ideały. Kiedyś był dobrym gliną, któremu udało się zamknąć wielu zbirów. Teraz spisał swoje życie właściwie na straty i morzem alkoholu stara się zagłuszyć poczucie winy za grzechy przeszłości. Eddie Bunker, który zgodził się zeznawać przeciwko „swoim”, zaskakująco różni się od znanych Jackowi gangsterów – chce się zmienić i wierzy, że na każdym kroku czeka na niego znak, dobry albo zły. Mosley, który ma go przetransportować do sądu, wydaje mu się bardzo złym znakiem.
Droga z aresztu do oddalonego o 16 przecznic sądu powinna zająć najwyżej kwadrans. Wjeżdżając na zatłoczoną ulicę Jack nie zauważa podążającej za nimi furgonetki. Zatrzymuje się na moment, by kupić coś do picia, co złagodziłoby skutki kaca. I wówczas głowa Eddiego trafia na celownik mordercy. W ostatniej chwili Jack zapobiega zabójstwu więźnia, a sam ledwie uchodzi z życiem. Na miejsce strzelaniny przybywa, wraz ze swym oddziałem, detektyw z wydziału zabójstw, Frank Nugent. Jednak ulga, jaką odczuwa Jack na widok kolegi, wkrótce zmienia się w zgrozę. Z zachowania Eddiego Jack wnioskuje, że za próbą jego zabójstwa może stać właśnie Nugent. Eddie miał bowiem zeznawać przeciwko jednemu z policjantów z jego oddziału. Jack musi podjąć trudną decyzję: albo „zrobi to, co zawsze robił”, czyli nie będzie się wtrącał, albo zdradzi kolegów, którzy nieraz go kryli i ratowali życie. Każdy wybór może prowadzić do jego katastrofy. A na kolejnych przecznicach czekają na niego następne pułapki.

## Nagrody
- Nominacja do nagrody Black Movie Award w 2006 roku za najlepszą rolę drugoplanową dla Mosa Defa.